# Budislavec
Budislavec – wieś w Chorwacji, w żupanii varażdińskiej, w gminie Vidovec. W 2011 roku liczyła 220 mieszkańców.